# Gay Times
Gay Times ist das führende Männermagazin für schwule und bisexuelle Männer in Großbritannien.
Gay Times entstand 1984 durch eine Fusion der Magazine Gay News und Him Magazine. Heute ist Gay Times eines der führenden europäischen Magazine für Homosexuelle und hatte 2015 eine Auflage von 65.000. Das Magazin bietet Nachrichten, Infos über Veranstaltungen, Interviews, Satire, preisgekrönte Fotografien, Kunst, Werbung sowie Rubriken zu Musik, Film, Literatur und Internet.
Die Zeitschrift wird von der Milivres Prowler Group Ltd. herausgegeben und hat eine Schwesterzeitschrift für Lesben namens DIVA.